# Dominikánské náměstí (Brno)

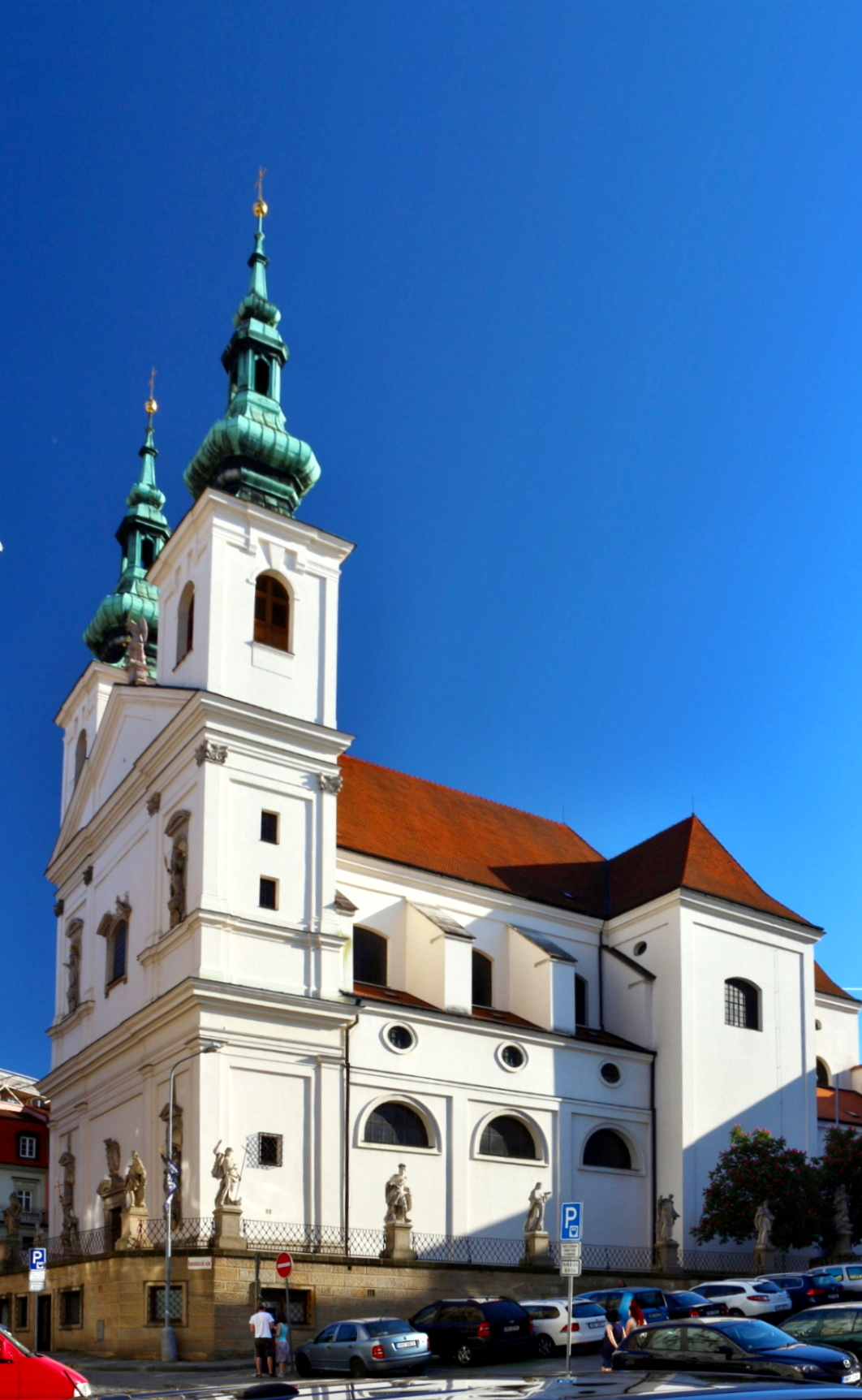
kostel svatého Michaela archanděla v jižní části náměstí

Dominikánské náměstí (německy Dominikanerplatz), dříve Rybí trh (německy Fischmarkt), je náměstí v Brně nacházející se jihozápadně od náměstí Svobody. Náměstí má zhruba obdélníkový půdorys, výrazně se svažuje od západu k východu.
Dominantou náměstí je kostel svatého Michaela archanděla, stojící v jeho jižní části. Další významnou budovou je Nová radnice, jejíž objekty zabírají prakticky celou západní stranu náměstí. Domy na severní straně jsou ve stylu funkcionalismu a zahrnují palác Jalta.

## Historie
Dnešnímu náměstí předcházelo tržiště, které vzniklo již ve 13. či 14. století na spojnici mezi Veselou a Brněnskou branou a Dolním náměstím. Trhu se říkalo rybný (latinsky forum piscium). Dnešní pojmenování bylo zavedeno roku 1867. Jižní a západní frontu tržiště tvořil dominikánský klášter s kostelem sv. Michala, jehož část se zahradami byla v 16. století přestavěna na Zemskou soudnici (dnes Nová radnice). Před rokem 1735 byla před kostelem postavena terasa, v níž byly umístěny kupecké krámky. Severní frontu tvořil mincmistrův dům a kaple, později dům starobrněnských cisterciaček s Královskou kaplí, darovaný roku 1322 Elišce Rejčce. Kaple stála na severovýchodním nároží Dominikánského náměstí s ulicemi Zámečnická a Veselá do roku 1908, kdy byl dům i kaple během asanace zbourány. 

V roce 2010 byl veřejnosti zpřístupněn sklep domu mincmistrů, jako součást postupně zpřístupňovaného brněnského podzemí, k vidění krom jiných věcí je i naživo prováděná ražba brněnského groše a pozůstatky zbořené Královské kaple.

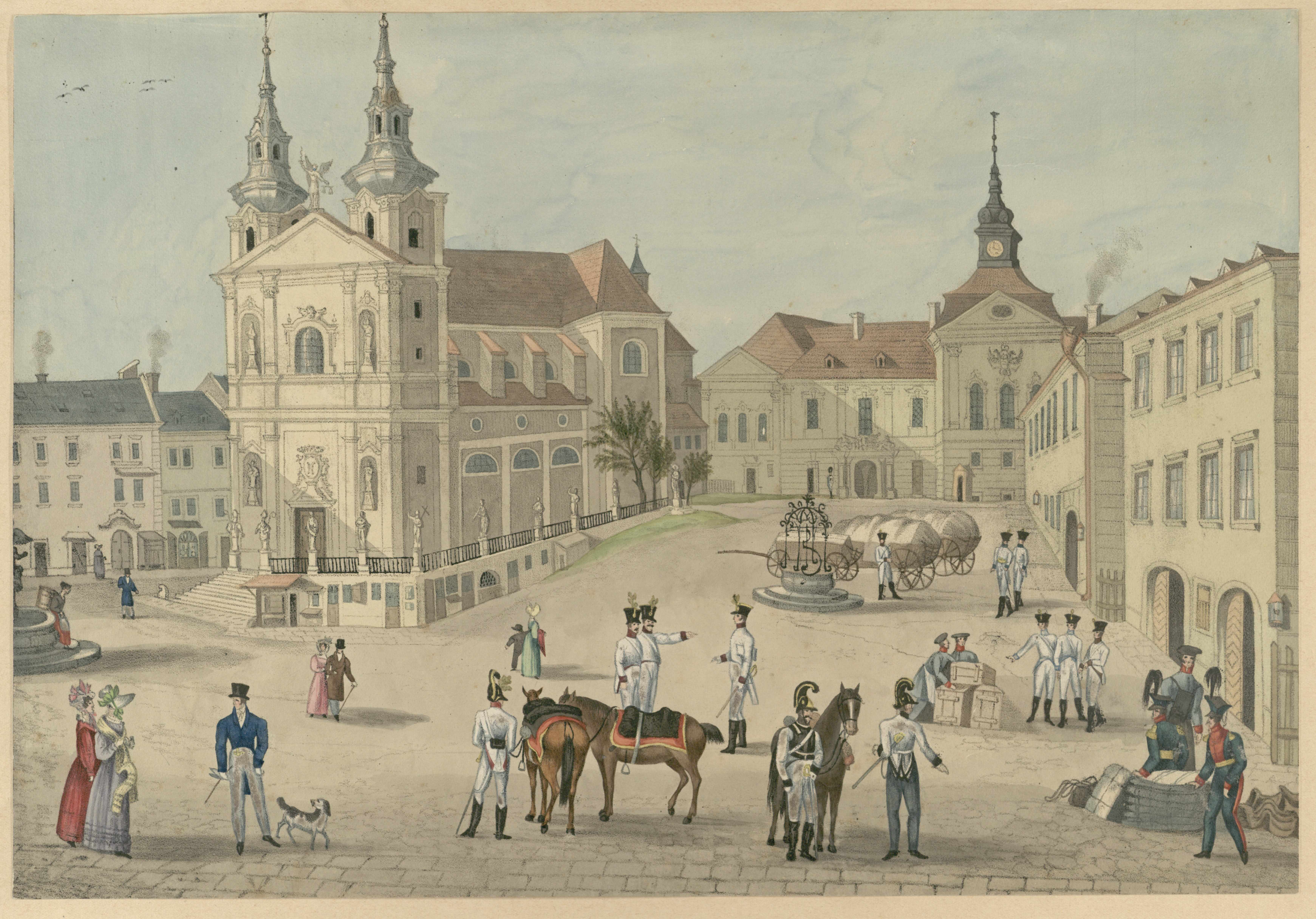
Malba Františka Richtera zachycující podobu náměstí na začátku 19. století
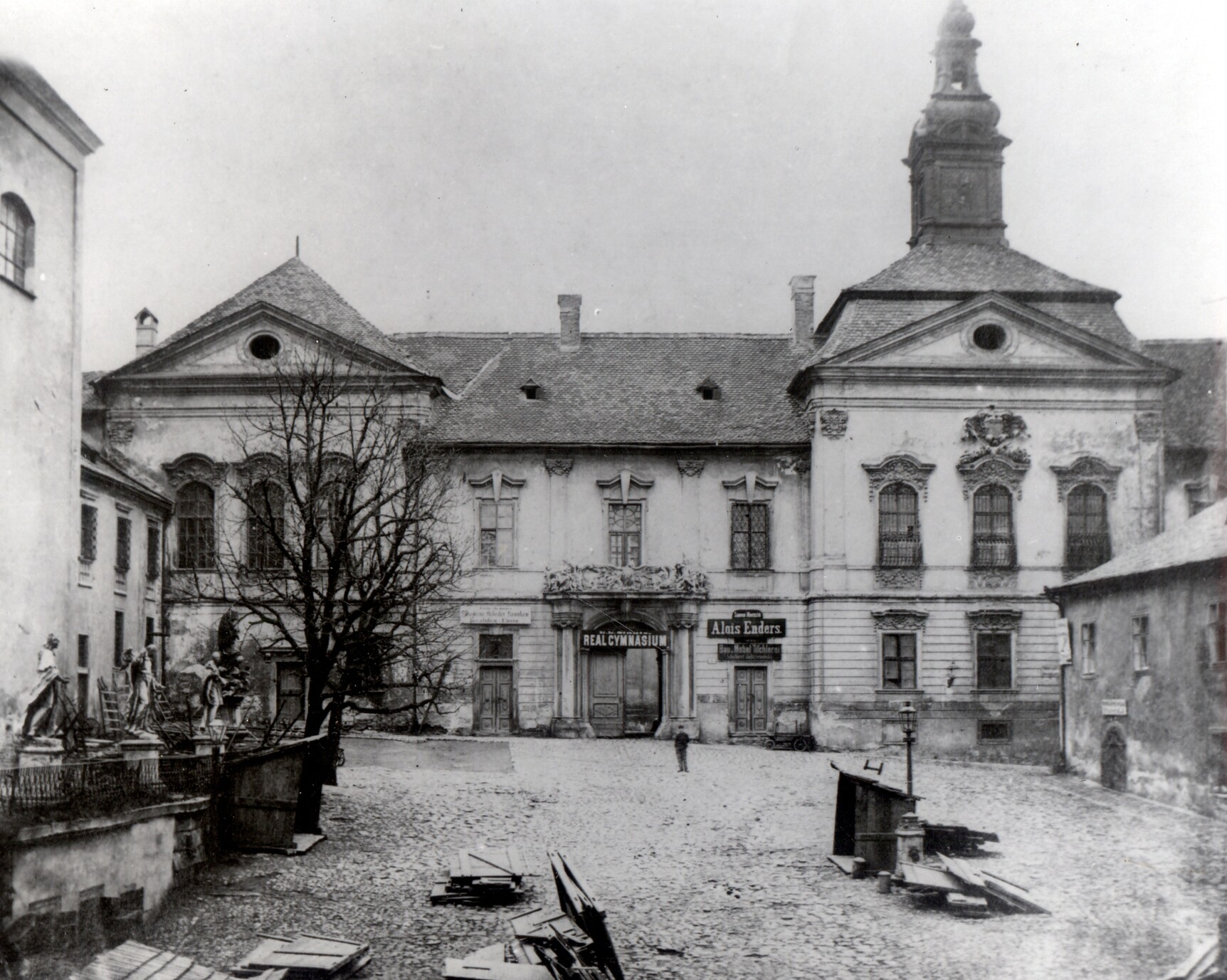
Prostor před Novou radnicí kolem roku 1890
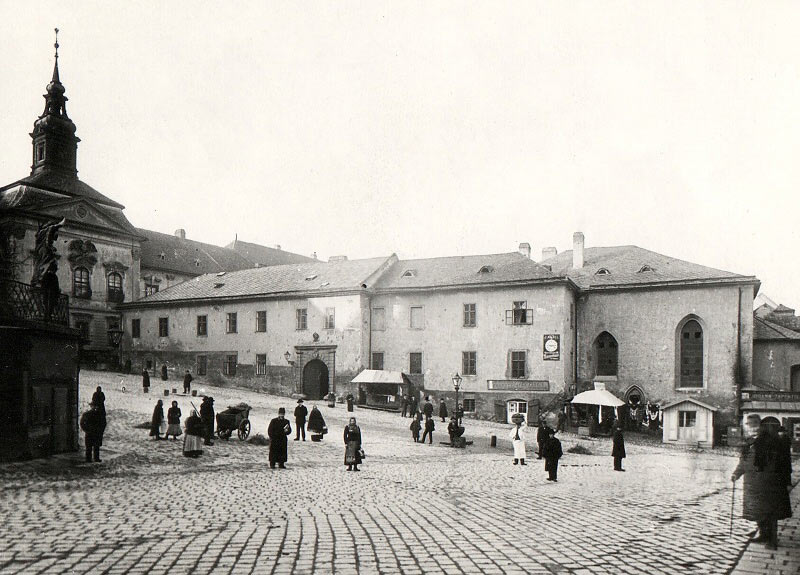
Pohled na kasárna a Královskou kapli, 1904
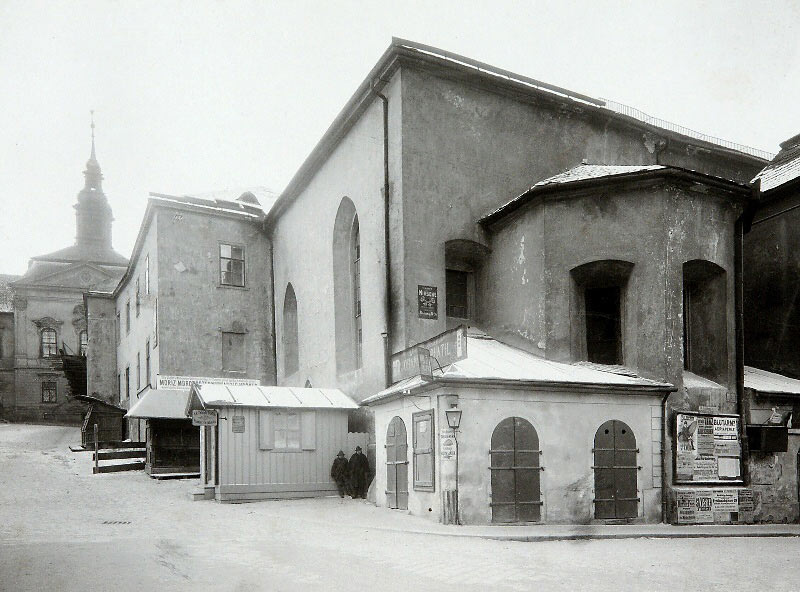
Pohled na Královskou kapli z východu, 1904
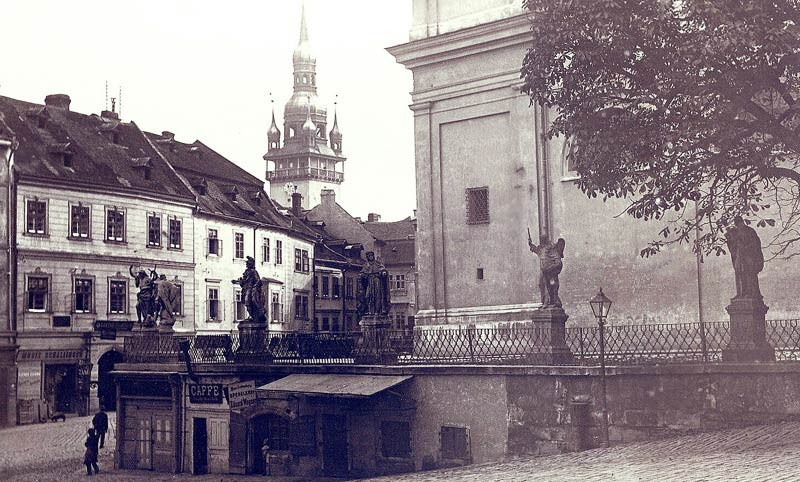
Terasa při kostele sv. Michala, 1898
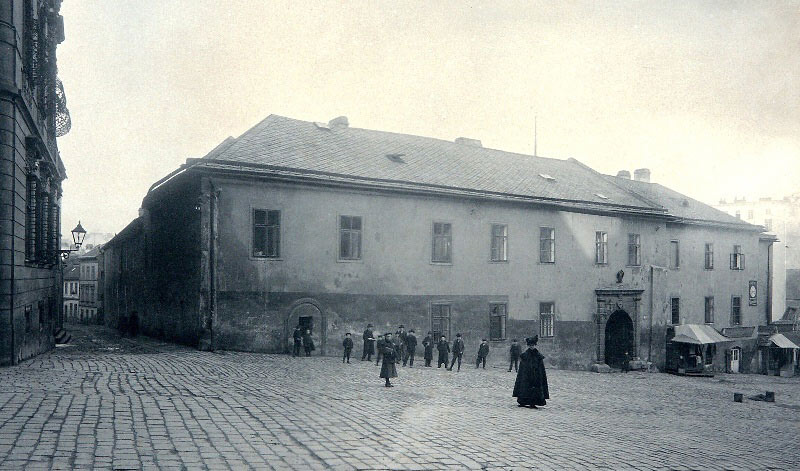
Pohled na severní stranu náměstí
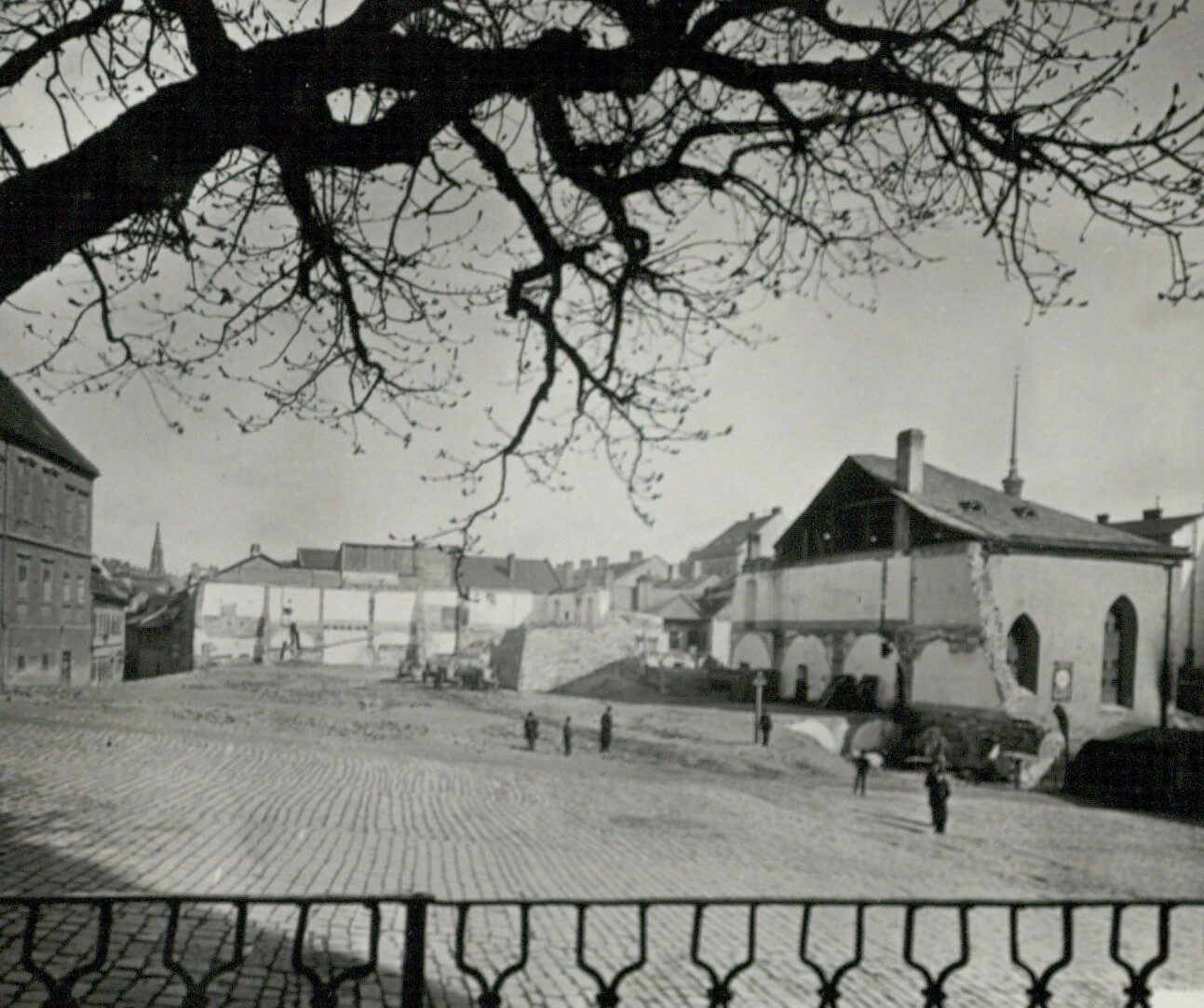
Pohled na náměstí od kostela po zboření kasáren roku 1908
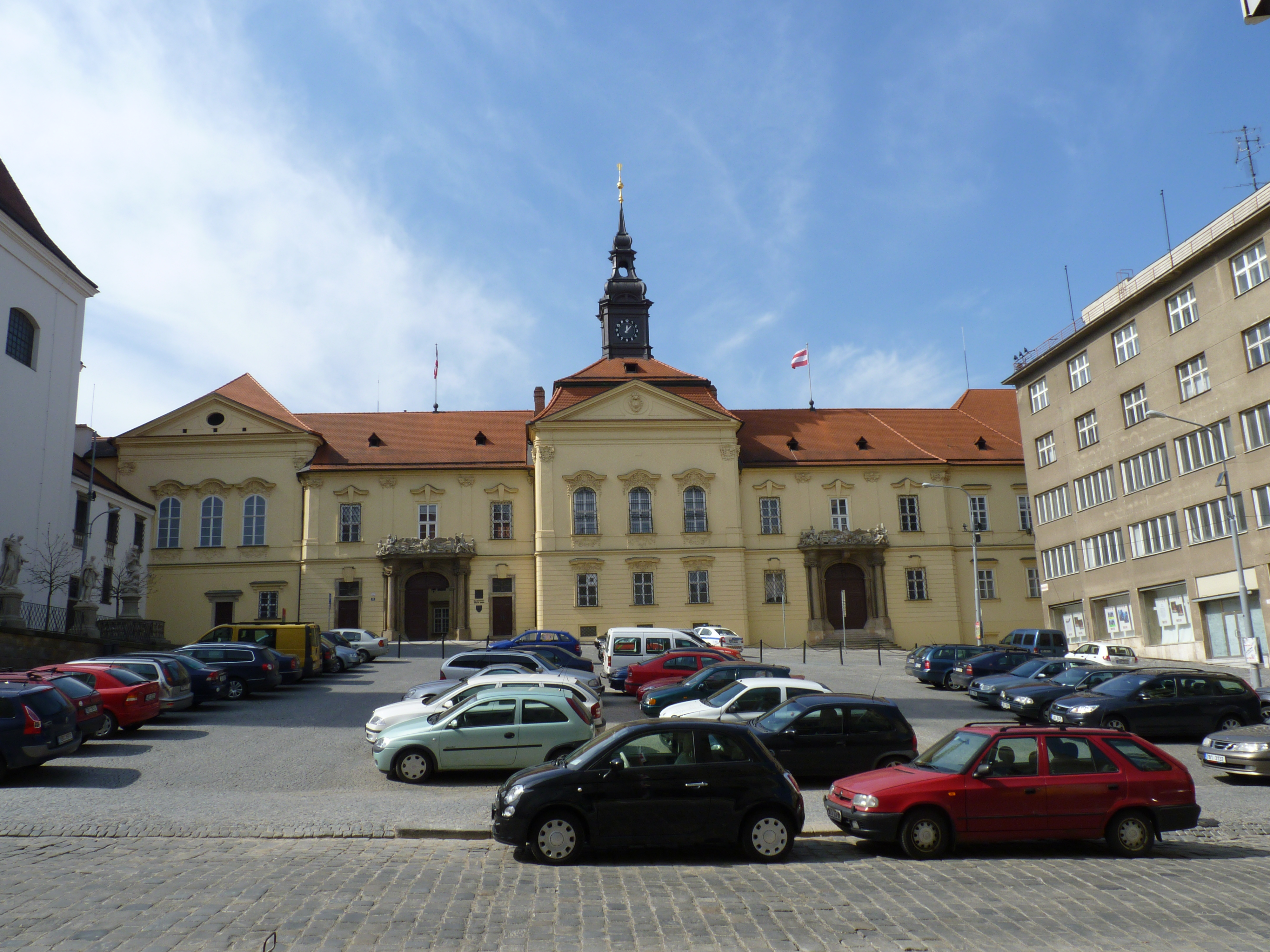
Dominikánské náměstí v roce 2010

### Rekonstrukce
Náměstí sloužilo do roku 2018 především k parkování vozidel. Od dubna do listopadu 2018 však proběhla jeho rekonstrukce, při které bylo plánováno zrušení všech (asi 70) parkovacích míst. V souvislosti s rekonstrukcí se uvažovalo rovněž o přesunu sousoší císaře Josefa II., které stálo do roku 1919 na Moravském náměstí a následně bylo po částech umístěno v zahradě černovické psychiatrické nemocnice a v lužáneckém parku. Současně s rekonstrukcí náměstí byla zamýšlena také rekonstrukce paláce Jalta. V průběhu prací na samotném náměstí byly v červenci 2018 mimo jiné objeveny pozůstatky někdejší tramvajové tratě včetně kolejí, zrušené v roce 1942 a později částečně překryté chodníkem. Po dlouholetém výběru a zrušené soutěži o návrh na vodní prvek byl v červenci 2023 na náměstí instalován vítěz poslední soutěže – tři bronzové Kužely od autorů Tomáše Pavlackého a Michaela Gabriela.

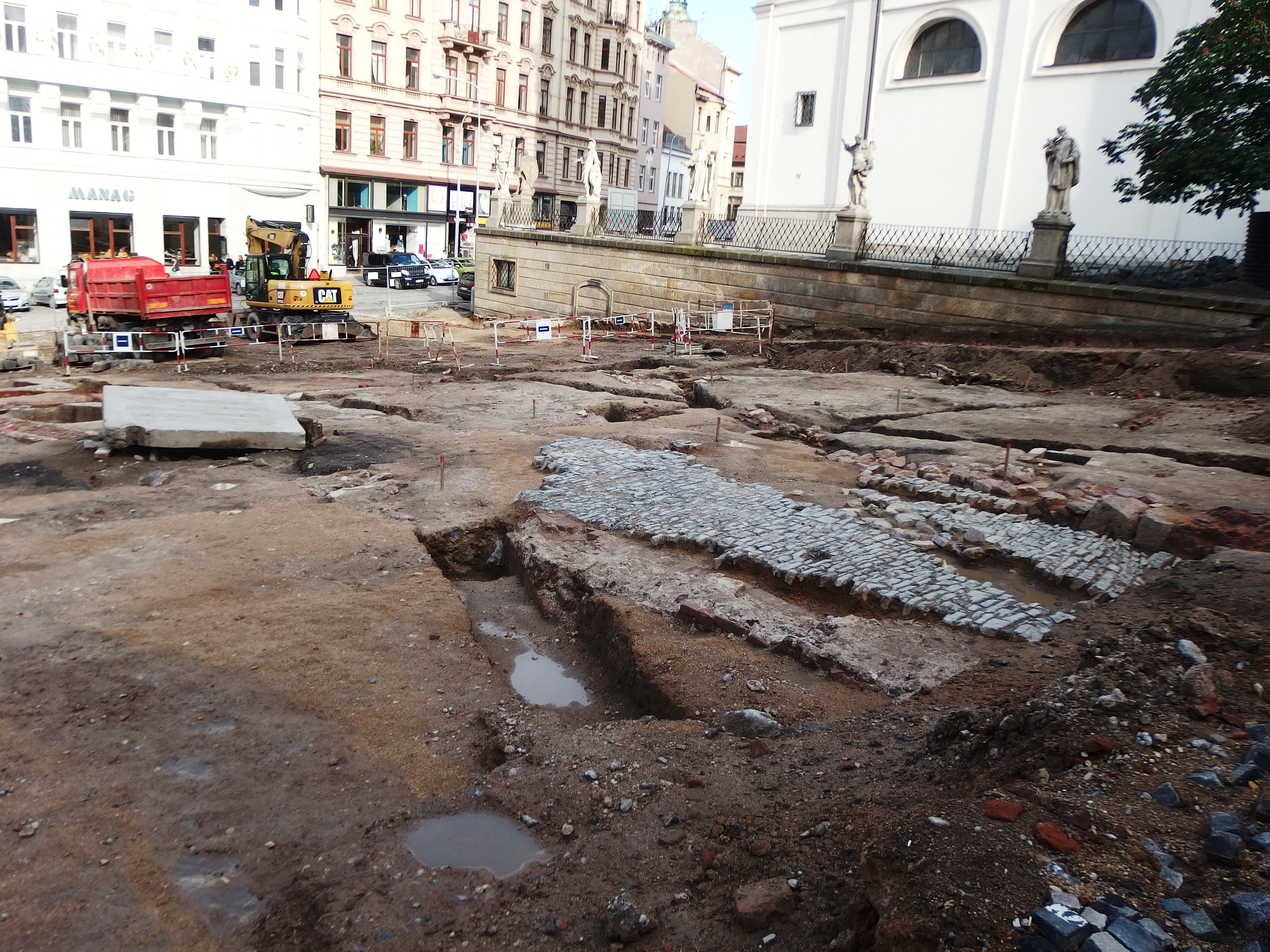
Archeologický průzkum provedený během rekonstrukce